# 野呂瀬義昭
野呂瀬 義昭（のろせ よしあき、1944年8月3日 - 2014年）は、大阪府出身の日本のプロ野球選手（投手）。現役時代も含め、プロでは主に打撃投手として活動した。

## 来歴
大阪高等学校を中退後にPL教団でプレーしたがチーム解散のため、1964年に阪急ブレーブスに入団した。
入団からまもなく、同期の金田義倫とともに打撃投手を任されるようになる。荒れ球気味の金田に対して、野呂瀬の投球は「きれいなスピンで糸を引くような球」（金田の証言）で、監督の西本幸雄は打者の調子に合わせて二人を使い分けた。二人には「御神酒徳利」というあだ名が付けられた。
一軍では2年目の1965年に9試合登板したのが最多で、1967年に6試合、1969年に1試合の登板に終わり、通算成績は0勝2敗で防御率は7.43だった。1976年を最後に現役を引退したが、その後も長く打撃投手を務めた。1980年代には外国人選手のブーマー・ウェルズから打撃投手に指名されていた。用具係の責任者も務めた。

## 人物
用具係責任者を務めていた頃は、用具を出すべきかを判断するため空模様を見て天気を予測するようになり、紅白戦が開かれる日に「ザッときますよ。紅白戦は無理です。」と首脳陣に話して実際に降ったことがあったという。

## 詳細情報

### 年度別投手成績
| 年 度    | 球 団    | 登 板 | 先 発 | 完 投 | 完 封 | 無 四 球 | 勝 利 | 敗 戦 | セ 丨 ブ | ホ 丨 ル ド | 勝 率 | 打 者 | 投 球 回 | 被 安 打 | 被 本 塁 打 | 与 四 球 | 敬 遠 | 与 死 球 | 奪 三 振 | 暴 投 | ボ 丨 ク | 失 点 | 自 責 点 | 防 御 率 | W H I P |
| -------- | -------- | ----- | ----- | ----- | ----- | -------- | ----- | ----- | -------- | ----------- | ----- | ----- | -------- | -------- | ----------- | -------- | ----- | -------- | -------- | ----- | -------- | ----- | -------- | -------- | ------- |
| 1965     | 阪急     | 9     |       |       |       |          | 0     | 0     | -        | -           | ----  | 62    | 12.2     | 18       | 1           | 3        | -     | 0        | 9        | 0     | 0        | 14    | 11       | 7.62     | 1.66    |
| 1967     | 阪急     | 6     |       |       |       |          | 0     | 2     | -        | -           | .000  | 48    | 9.1      | 17       | 1           | 5        | -     | 0        | 4        | 0     | 0        | 10    | 8        | 8.00     | 2.36    |
| 1969     | 阪急     | 1     |       |       |       |          | 0     | 0     | -        | -           | ----  | 3     | 1.0      | 1        | 0           | 0        | -     | 0        | 0        | 0     | 0        | 0     | 0        | 0.00     | 0.00    |
| NPB：3年 | NPB：3年 | 16    |       |       |       |          | 0     | 2     | -        | -           | .000  | 23    | 23.0     | 36       | 2           | 8        | -     | 0        | 13       | 0     | 0        | 24    | 19       | 7.43     | 1.91    |

### 背番号
- 56（1964年 - 1976年）
- 83（1977年 - 1989年）